# Alzhan Zharmukhamedov
Alzhan Zharmukhamedov (en kazajo: Әлжан Мүсірбекұлы Жармұхамедов, Áljan Músirbekuly Jarmuhamedov; en ruso: Алжан Мусурбекович Жармухамедов; Kazajistán Meridional, RSS de Kazajistán; 2 de octubre de 1944- Moscú, Rusia; 3 de diciembre de 2022) fue un baloncestista soviético. Consiguió ocho medallas en competiciones internacionales con la Unión Soviética incluyendo dos en los Juegos Olímpicos. 

## Logros

### Club
- 10 veces campeón de la USSR Premier League: 1970, 1971, 1972, 1973, 1974, 1976, 1977, 1978, 1979, 1980
- Campeón de la FIBA European Champions Cup: 1971
- 2 veces campeón de la Copa de Baloncesto de la Unión Soviética: 1972, 1973

### Selección
- EuroBasket 1967:
- FIBA World Championship 1970:
- EuroBasket 1971:
- 1972 Summer Olympic Games:
- EuroBasket 1975:
- 1976 Summer Olympic Games: :
- FIBA World Championship 1978:
- EuroBasket 1979:

### Individual
- Selección al FIBA European All-Stars (1972)
- Maestro de los Deportes de la USSR (1971)
- Orden de la Insignia de Honor (1972)
- Orden de Honor (2006)